# گوریبیدانور
گوریبیدانور (به انگلیسی: Gauribidanur) یک منطقهٔ مسکونی در هند است که در Kolar district واقع شده‌است. گوریبیدانور ۳۷٬۹۴۷ نفر جمعیت دارد و ۶۹۴ متر بالاتر از سطح دریا واقع شده‌است.